# 太政大臣
太政大臣（だいじょうだいじん／だじょうだいじん）は、太政官（律令官制および明治時代の太政官制）の長官・最高職。
唐名は「（大）相国」「太師」。和訓は「おおまつりごとのおおまえつぎみ／おおきおとど」。定員1名で、律令下においては具体的な職掌のない名誉職で、適任者がなければ設置しない則闕（そっけつ）の官とされた。明治の太政官では天皇の役割を代行する政府首脳としての官職であった。

## 概要
太政大臣は律令に基づく日本独自の官職である。中国官制には相当するものはない。
日本史上、太政大臣は大友皇子から三条実美までの95人である。その態様は一様ではないが、おおまかに次の4種に分類することができる。
1. 大宝令以前の太政大臣
2. 大宝令及び養老令に基づく太政大臣
3. 武家官位としての太政大臣
4. 明治時代の太政官制に基づく太政大臣

## 大宝令以前の太政大臣
日本最初の太政大臣とされているのは、天智天皇が天智天皇10年（671年）1月に任命した大友皇子である。近江令に基づくものとも、そうではない新設の官とも、説かれる。職務権限などの詳細は不明である。大友皇子が天智天皇の死後その後継者に擁立されたことから、たとえば推古天皇の治世における聖徳太子のように、最有力の皇位継承者であると同時に天皇の共同統治者・政務代行者として位置づけられたものと考えられる。いわば皇太子に摂政を兼ねた地位である。
これに続くのは、持統天皇の任命にかかる高市皇子である。飛鳥浄御原令に基づくものと推測されるが、これも具体的な内容はわからない。高市皇子の任命は持統天皇4年（690年）7月であるが、この直前、同年4月に皇太子草壁皇子が死亡していること、高市皇子が持統天皇10年7月に死亡すると、その直後の翌年2月に草壁皇子の子軽皇子が皇太子に立てられていることから、高市皇子の地位も皇太子に準じるものであって、太政大臣という官職がそのことを表現しているものと考えられる。

## 大宝令・養老令に基づく太政大臣
通常「太政大臣」といえば、この大宝令・養老令の下での太政大臣を指す。太政大臣は太政官における最高の官職である。訓読みとしては「おほいまつりごとのおほまへつぎみ」（『令義解』）「おほまつりごとのおほまつぎみ」（『和名類聚抄』）「おほきおほいまうちぎみ」（『古今和歌集』）などと読む。定員1名。官位相当は正一位・従一位。
養老令「職員令」では、太政大臣の職務は次のように規定されている。
「一人に師範として、四海に儀形たり」とは、天皇の師範であり天下の手本となる者であることを意味し、唐の令の三師（太師、太傅、太保）の規定の丸写しである。「邦を経め（おさめ）道を論じ、陰陽を燮理（しょうり）す」とは、国家を治め道理を論じ自然の運行を調和させることをいい、唐の令の三公（司徒、司空、太尉）の規定の丸写しである。「その人なければすなわち闕けよ（欠けよ）」というのもやはり丸写しである（これにちなんで太政大臣の異名を「則闕の官」という）。日本における太政大臣は、中国の三師と三公を一身に兼ねるものと言える。『令義解』でも「尋常の職にあらず」と説明されており、ふさわしい人物がなければ空席とされることになっていた。

### 先駆者たち
大宝令が施行されても、しばらく太政大臣は任命されることがなかった。これはもちろん「尋常の職」ではなく「則闕の官」であることにもよるが、大友・高市のふたりの太政大臣の前例も影響を与えている。皇太子に匹敵するほどの高い権威を有する人物でなければ任命できない一方、うかつに任命すれば皇太子の権威を脅かす存在になりかねないからである。このため、太政大臣の任命が必要な場合でも、あえてこれを避け、太政官の長官という側面だけを抽出した令外官である知太政官事を設置することでしのぐことが続いた。ただ、藤原不比等をはじめ、死後に太政大臣を追贈された例はいくつか見られる。
結局、太政大臣が実際に任命されるのは、養老令の施行後、天平宝字4年（760年）1月の藤原恵美押勝（藤原仲麻呂）の任命まで時期がくだることになる。ただし、この任命は、天平宝字2年（758年）8月から同8年（764年）9月までの、太政大臣を「太師」と改称した時期に当たり、押勝が就任したのはこの太師である。これに続いて、天平神護元年（765年）閏10月、道鏡が、出家した天皇（称徳天皇）には出家した大臣が必要であるという理由で、天平宝字8年（764年）9月に彼のために新設された令外官である「大臣禅師」から昇進して「太政大臣禅師」に任命されている。両者は特殊なケースではあるが、中世・近世の有職故実においても、近現代の歴史学においても、太政大臣の歴代から排除されてはいない。

### 人臣太政大臣と人臣摂政
正規のかたちで太政大臣が任命された初例は、斉衡4年（857年）2月の藤原良房である。ときの文徳天皇は、おりから病気がちであり、しばしば政務を執ることができないほど体調が悪化することがあった。一方で、皇太子惟仁親王はわずか8歳の幼少であった。天皇としては、病身の自分を補佐するとともに、自分に万一のことがあった場合には前代未聞の幼帝として即位することになる惟仁の後見人として、生母藤原順子の兄であり、正室藤原明子の父であり、皇太子の外祖父であり、すでに右大臣として廟堂に重きをなしていた良房は、もっとも頼りがいのあるうってつけの人材であったと言える。実質的には、良房の太政大臣任命は、いわゆる「人臣摂政制」の発足としての意味を持つものである。はたして天皇は翌天安2年（858年）2月に死に、惟仁が9歳で践祚した（清和天皇）。『公卿補任』や『職原鈔』などは、良房が清和天皇の践祚と同時に摂政に任じられたものとして記述している。良房は、順子や明子と協調しながら、事実上の摂政としての役割をはたしてゆくことになる。
清和天皇の良房に対する信任は篤く、成長しても良房に対する尊重は変わることがなかった。貞観8年（866年）閏3月に起きた応天門の変による政情不安に際しては、同年8月に、非常事態を収拾するための大権として、あらためて良房に天下の政を摂行すべき由の勅を発している。形式的には、この時点が史上初の人臣摂政の任命とされている。さらに貞観13年（871年）4月には、良房に三宮に准じて年官年爵を与えている（准三宮の初例）。
良房が貞観14年（872年）9月に死ぬと、その立場は良房の猶子の右大臣基経に受け継がれた。清和天皇は、貞観18年（876年）11月に皇太子貞明親王（陽成天皇）に譲位するにあたり、基経に良房と同じ摂政の任を与えている。さらに、元慶4年（880年）12月には、その死に臨んで遺詔を以て「右大臣の官職は摂政の任にふさわしくない」という理由で基経を太政大臣に昇進させている。これ以降、摂政の職務と太政大臣の官職は一体のものとして観念されるようになってゆく。
元慶8年（884年）2月に陽成天皇が廃位され、光孝天皇が践祚すると、基経は、陽成天皇の退位により摂政の職務は解除されたものと考えた。一方、光孝は従前どおり基経の補佐を受けることを望んだ。しかし、良房・基経の摂政がいずれも老練な重臣が若年の天皇を補佐するものであったのに対して、光孝天皇は基経よりも年長であった。そこで、従前のものとは異なる論理で摂政の職務を合理化する必要が生じた。ここで着目されたのは太政大臣の職務権限である。太政大臣であること自体に事実上の摂政の意味を求めようとしたのである。基経も、令では抽象的な規定にとどまっている太政大臣の職務の具体化・明確化を望んだ。
元慶8年5月、文章博士菅原道真ら8名の有識者に「太政大臣の職掌の有無」が諮問された。8名の答申はさまざまで意見の一致を見なかったが、もっとも明確に結論をくだしたのは道真の答申である。それは、太政大臣は「分掌の職にあらずといえども、なお太政官の職事たり」というものであった。実は『令義解』にも「分掌の職にあらず、その分職なきがため、ゆえに掌を称さず」と明記されている。令に太政大臣の職務権限に関する規定がないのは、地位のみが高くて実権のない官職だからではなく太政官が管轄するすべての職務について権限を有するために、あえて個別に例示する必要がないからだというのである。
これを踏まえ、光孝天皇は同年6月に基経に対して、太政大臣は「内外の政統べざるなし」との詔を発し、太政大臣が実権のある官職であることを保証した。しかし、同じ詔で「まさに奏すべきのこと、まさに下すべきのこと、必ずはじめに諮稟せよ、朕まさに垂拱して成るを仰がむとす」とも述べて、基経には太政大臣とは別の特殊な権限があることも認めている。この後半の部分は、のちに関白を任命する際の詔にも決まり文句として継承されることになる。これは、摂政・関白と太政大臣が分離してゆく最初の契機ともなった。
仁和3年（887年）8月に光孝天皇が死に、宇多天皇が践祚した際にも、基経の特殊な権限は再確認された。同年11月、宇多天皇は「万機の巨細、百官己に惣べ、みな太政大臣に関わり白し、しかるのちに奏下すること一に旧事のごとくせよ」と詔している。これが「関白」ということばの初例である。

### 太政大臣と摂関の分離
基経が寛平3年（891年）1月に死んだあと、基経の子孫たちのなかから、忠平、実頼、伊尹、兼通、頼忠が相次いで太政大臣に就任している。いずれも、まず、基経によって確立された、摂政または関白の地位に就いてから、その地位にふさわしい官職として太政大臣に任命されるやり方をとっている。この間約100年、摂関と太政大臣はつねに一体のものとしてあった。
これが変化するのは、寛和2年（986年）6月の花山天皇の突然の退位のときのことである。代わって践祚した一条天皇のもとで、天皇と外戚関係のない関白太政大臣頼忠は、一条天皇の外祖父の右大臣藤原兼家に関白を譲ることになった。一条天皇はまだ6歳であったから、兼家は関白を改めて摂政となった。これまでの慣例からすれば、兼家が太政大臣となるのが自然な流れであるが、頼忠が引き続き太政大臣に在任しており、なんら罪があるわけでもない頼忠から太政大臣の官職を奪うことは困難であった（関白は、もともと天皇の交代とともに自動的に退任し、改めて新天皇から指名されるものであり、頼忠に罪があって解任されたわけではない）。そこで兼家は、同年7月、右大臣を辞任した。太政大臣以下の太政官の既存の官職から超越して、ただ摂政という立場のみに基づいて権力をふるうことを選んだのである。兼家は准三宮となり、さらに、その後摂関の特権のひとつとして定着することになる「一座の宣旨」を与えられて、三公の上に列することとされた。このとき、摂関と太政大臣は決定的に分離した。太政大臣の実権は完全に摂関に吸収され、太政大臣は単なる名誉職へと変化することになる。
兼家は頼忠の死後、短期間太政大臣を務めたが、父兼家の跡を継いで摂政となった藤原道隆は自らは太政大臣にはならず、かえって叔父の為光を推薦して太政大臣に据えた。正暦2年（991年）9月、基経以来、摂関を経ずに太政大臣になった最初の例である。道隆はついに太政大臣になることがなかった。次の関白藤原道兼も同様である。ついで、藤原道長の短期間の在任をはさんで、治安元年（1021年）7月に道長の叔父公季がやはり摂関を経ずに太政大臣となった。太政大臣は摂関家庶流の長老を処遇するための名誉職として定着してゆく。
また、摂関の職が道長とその子息頼通の子孫（御堂流）に定着し、ときの天皇との外戚関係に左右されずに世襲されるようになると、摂関家に代わって皇后を輩出した家系から、かつての良房や基経のように、外戚関係を足がかりにして太政大臣に任じられる者も現れる。その最初の例は、保安3年（1122年）12月に太政大臣となった源雅実である。雅実は、白河天皇の皇后藤原賢子（藤原師実の養女）の弟であった。これ以降、これまでどおり摂関あるいはその経験者が太政大臣となる例と並行して、雅実が属する村上源氏のほか、公季の子孫である閑院流、やはり摂関家の庶流である花山院家・中御門流・大炊御門家へと次第に太政大臣就任者は拡大してゆく。「摂関にはなれないが太政大臣にはなれる家格」としての清華家が成立してくることになる。逆に、摂関家・清華家出身でない者が太政大臣に任命されることは、その家が清華家の家格へと上昇したことを意味した。平清盛と足利義満の例がこのケースである。
太政大臣が名誉職であることを前提に、太政大臣は「その職を務めて権限を行使すること」よりも「その職に任命されること自体に意味があるもの」となってゆく。「太政大臣」と「前太政大臣」とは、その意味においてほとんど同じものとなったのである。このため、太政大臣の在任期間は1年前後の短期間であることが多い。特に、清華家出身者が太政大臣となる場合、それはしばしば引退の花道を意味した。天正14年（1586年）12月から足かけ12年にわたって在任した豊臣秀吉は、中世・近世では稀有の例外である。このケースでは、太政大臣を頂点とする秀吉独自の武家官位制が構想されていたものと考えられるが、その実態は秀吉の死と豊臣家の滅亡により永遠の謎となった。

### 国封
太政大臣だけに許された特権として「国封」がある。文字どおり、一国に特定の個人を封じてその国の公（公爵）とする礼遇である。天平宝字4年（760年）12月、すでに養老4年（720年）の死に際して太政大臣を追贈されていた藤原不比等を近江国に封じ、淡海公の爵号と文忠公の諡号を贈ったのがその最初の例である。ついで、藤原良房が貞観14年（872年）9月に美濃国に封じられ、美濃公の爵号と忠仁公の諡号を贈られた。その後、長元2年（1029年）10月の藤原公季の例まで、10件の事例がある。いずれも死後の追贈であること、生前に出家していた者には与えられないこと、いずれも遺族は追贈後ただちに辞退しており、その国の実際の統治権や税収の付与をともなうものではないこと、などの共通点がある。公季のあと、国封の事例は絶えた。

### 天皇元服と太政大臣
天皇が在位中に元服の儀式を執り行ったのは、貞観6年（864年）1月の清和天皇の元服が最初である。これ以前には、在位中に元服を行う必要があるほどの幼年での天皇即位はありえなかったので、当然のことではある。このときに創案された一連の儀式は、その後の天皇元服の規範として定着してゆくことになる。
清和天皇の元服に際して加冠の役を務めたのは、ときの太政大臣藤原良房であった。これに続く天皇元服である陽成天皇の元服では、やはり太政大臣の藤原基経が加冠を務めている。3番目の例である朱雀天皇の元服では、太政大臣藤原忠平が加冠を務めた。
これらの例は「一人の師範」という太政大臣の職掌からすれば当然のことと言える。また、摂政という任務からも説明することができる。いずれにしても、天皇元服に際しては、太政大臣が加冠を務めることが先例として定着した。しかも、摂政であってかつ太政大臣である者が務めなければならない、と観念されていた。基経と忠平は実際に摂政太政大臣の立場にあったし、良房も、清和天皇の践祚と同時に摂政に任じられたものという認識が後世定着していたからである。
この観念が定着する一方で、太政大臣の名誉職化が進行すると、逆に、摂政の職にある者が、天皇元服の加冠を務めるためにわざわざ太政大臣に就任する、という一見奇妙な現象が常態化した。摂政と太政大臣の分離の先駆けである藤原兼家も、永祚2年（990年）1月の一条天皇の元服に備えて、永祚元年（989年）12月に太政大臣に就任し、翌年5月には早くも辞任している。天皇元服の加冠を摂政太政大臣が務め、加冠の任を終えると短期間で太政大臣を辞任する慣行は、その後、慶応3年（1867年）12月の王政復古により人臣摂政が廃止されるまで続いた。唯一の例外は、寛仁2年（1018年）1月の後一条天皇の元服に加冠を務めた藤原道長である。このとき道長は、すでに子息の頼通に摂政を譲っており、前摂政の立場にあったが、寛仁元年（1017年）12月に太政大臣となり、加冠を務めた。このケースでは、現職の摂政であることよりも天皇の外祖父であることが優先され、摂政である頼通自身が前摂政である父親の後見を受けている以上、問題とはされなかったとみられる。
江戸時代には、天皇の譲位や摂関の任免にも事前に幕府の許可を必要とする慣行が成立し、太政大臣の任免も同様に幕府の許可を必要とされていた。摂関家すら任官は難しくなり、清華家は任官を希望することすら不相応と認識されるようになった。清華家から唯一任官の申請が出された西園寺致季の例では、幕府に諮ることもなく、朝廷において直ちに却下されている。こうした事情からか、本来は東宮傅が行うべき東宮（儲君）の加冠を太政大臣が行う、すなわち摂関もしくはその前任者が東宮の加冠を理由として太政大臣に任命される事例も発生している。なお、幕末には再び東宮傅による加冠が復活している。

## 武家官位としての太政大臣
江戸幕府が元和元年（1615年）7月に公布した「禁中並公家諸法度」では「武家の官位は、公家当官の外たるべきこと」と規定されている。これ以降、将軍をはじめ、武士が叙任される官位（位階・官職）は、朝廷の管理・統制を離れて、独自の身分秩序制度として幕府に一元管理されることとなった。この制度の下では、武士で大臣になれるのは将軍ただひとりであり、それもおおむね右大臣までにとどまった。太政大臣まで昇進したのは、徳川家康、徳川秀忠、徳川家斉の3名のみである。家斉の場合は、将軍として空前絶後の在職40年を期しての特例であった。また、徳川家光は、左大臣まで昇進したあと、朝廷から太政大臣就任を打診されたが辞退している。
一方で、朝廷においては家康・秀忠の任官を実質の伴うもの（すなわち公家官位）と認識していたらしく、江戸時代の公家で最初に太政大臣に任じられた近衛基煕も太政大臣に任じられるのは名誉ではあるが、太政大臣は武家（徳川将軍家）の官位で摂関家や清華家が任じられた例はないこと、天皇の元服のように太政大臣を必要とする場合でも徳川将軍の上洛を仰いで太政大臣に任命をした上で加冠を行うべきではないか、という疑念も示している（『基煕公記』宝永6年9月8日条）。その後、徳川家斉が太政大臣になっているが、やはりその在任中に公家から太政大臣の任命はなく、他の武家官位とは一線を画した扱いを受けている。

## 明治時代の太政官制における太政大臣
この「太政大臣」は、つねに「だじょうだいじん」と読む。王政復古のあと、新政府は、数次の改組を経たのち、1871年9月13日（明治4年7月29日）、正院・左院・右院の3院と外務省以下8省からなる太政官を設置して一応の制度的確立をみた。
正院は、天皇の親臨を前提に、天皇を直接補佐する政府の最高機関であったが、その長官として太政大臣が設置された。任命されたのは、維新の元勲のひとりとして重んじられ、一貫して政府高官の地位を維持していた三条実美であった。この太政大臣は律令下のものと異なり天皇の代行者としての役職であり、「万機条公に決」される体制を目指したものであった（「条公」とは三条実美を指す）。正院はこの太政大臣と、太政大臣を補佐する左大臣・右大臣・大納言、そして木戸孝允ら薩長土肥出身の実力者である参議によって構成された。左右大臣は当初設置されず、大納言として岩倉具視がその任にあたった（10月8日に右大臣に昇格）。ただし太政大臣としての三条の役割は自ら政策を主導したわけではなく、調整役やバランサーとしての活動が主であった。明治六年政変では三条は西郷隆盛ら征韓派と反対する木戸・岩倉の調整に苦慮するあまり発病して人事不省に陥り、一時的に岩倉が太政大臣摂行（代理）に任じられた。政変の後、大久保利通が政府の実権を握ると、三条はほとんど大久保の意見に従っていた。大久保の暗殺以降は伊藤博文の独壇場となり、三条も概ね伊藤を支持していた。
1885年（明治18年）12月、太政官制が廃止して内閣制度を発足させるときに、太政大臣の官職を廃止し、1,200年以上にわたったその歴史を終えた。三条も14年にわたったその任を離れ内大臣に転じた。

## 太政大臣の一覧
- 原則『公卿補任』に基づき、適宜別史料によって補訂した。

| 任官者                                                         | 任官者                             | 期間                                                                            | 備考                                                                    | 在官時の天皇                                                              |
| 飛鳥・奈良時代                                                 | 飛鳥・奈良時代                     | 飛鳥・奈良時代                                                                  | 飛鳥・奈良時代                                                          | 飛鳥・奈良時代                                                            |
| -------------------------------------------------------------- | ---------------------------------- | ------------------------------------------------------------------------------- | ----------------------------------------------------------------------- | ------------------------------------------------------------------------- |
|                                                                | 大友皇子 おおとも の みこ          | 天智天皇10年1月5日 （671年2月19日） - 天智天皇10年12月3日 （672年1月7日）       | 天智天皇の皇太子。 皇位継承（称制か）。                                 | 天智                                                                      |
| 任官者なし                                                     | 任官者なし                         | 任官者なし                                                                      | 任官者なし                                                              | 弘文                                                                      |
| 任官者なし                                                     | 任官者なし                         | 任官者なし                                                                      | 任官者なし                                                              | 天武                                                                      |
|                                                                | 高市皇子 たけち の みこ            | 持統天皇4年7月5日 （690年8月15日） - 持統天皇10年7月10日 （696年8月13日）       | 。                                                                      | 持統                                                                      |
| 任官者なし                                                     |                                    |                                                                                 |                                                                         | 持統                                                                      |
| 文武                                                           |                                    |                                                                                 |                                                                         |                                                                           |
| 元明                                                           |                                    |                                                                                 |                                                                         |                                                                           |
| 元正                                                           |                                    |                                                                                 |                                                                         |                                                                           |
| 聖武                                                           |                                    |                                                                                 |                                                                         |                                                                           |
| 孝謙                                                           |                                    |                                                                                 |                                                                         |                                                                           |
| 淳仁                                                           |                                    |                                                                                 |                                                                         |                                                                           |
|                                                                | 藤原仲麻呂 ふじわら の なかまろ    | 天平宝字4年1月4日 （760年1月26日） - 天平宝字8年9月11日 （764年10月10日）       | 太師 謀反を図って失敗し、殺害される。                                   |                                                                           |
|                                                                | 道鏡 どうきょう                    | 天平神護元年閏10月2日 （765年11月19日） - 天平神護2年10月20日 （766年11月26日） | 太政大臣禅師 法王となる                                                 | 称徳                                                                      |
| 平安時代                                                       |                                    |                                                                                 |                                                                         | 称徳                                                                      |
| 任官者なし                                                     | 任官者なし                         | 任官者なし                                                                      | 任官者なし                                                              | 光仁                                                                      |
| 任官者なし                                                     | 任官者なし                         | 任官者なし                                                                      | 任官者なし                                                              | 桓武                                                                      |
| 任官者なし                                                     | 任官者なし                         | 任官者なし                                                                      | 任官者なし                                                              | 平城                                                                      |
| 任官者なし                                                     | 任官者なし                         | 任官者なし                                                                      | 任官者なし                                                              | 嵯峨                                                                      |
| 任官者なし                                                     | 任官者なし                         | 任官者なし                                                                      | 任官者なし                                                              | 淳和                                                                      |
| 任官者なし                                                     | 任官者なし                         | 任官者なし                                                                      | 任官者なし                                                              | 仁明                                                                      |
| 任官者なし                                                     | 任官者なし                         | 任官者なし                                                                      | 任官者なし                                                              | 文徳                                                                      |
|                                                                | 藤原良房 ふじわら の よしふさ      | 斉衡4年2月19日 （857年3月18日） - 貞観14年9月2日 （872年10月7日）               |                                                                         |                                                                           |
| 清和天皇の外祖父・摂政 清和天皇元服加冠 封国美濃国、諡号忠仁公 | 藤原良房 ふじわら の よしふさ      | 斉衡4年2月19日 （857年3月18日） - 貞観14年9月2日 （872年10月7日）               | 清和                                                                    |                                                                           |
| 任官者なし                                                     |                                    |                                                                                 | 清和                                                                    |                                                                           |
|                                                                | 藤原基経 ふじわら の もとつね      | 元慶4年12月4日 （881年1月7日） - 寛平3年1月13日 （891年2月24日）                | 陽成天皇の外伯父・摂政 良房の猶子（甥） 陽成天皇元服加冠                | 陽成                                                                      |
|                                                                | 藤原基経 ふじわら の もとつね      | 元慶4年12月4日 （881年1月7日） - 寛平3年1月13日 （891年2月24日）                | 光孝                                                                    |                                                                           |
| 関白 封国越前国、諡号昭宣公                                    | 藤原基経 ふじわら の もとつね      | 元慶4年12月4日 （881年1月7日） - 寛平3年1月13日 （891年2月24日）                | 宇多                                                                    |                                                                           |
| 任官者なし                                                     |                                    |                                                                                 | 宇多                                                                    |                                                                           |
| 醍醐                                                           |                                    |                                                                                 |                                                                         |                                                                           |
| 朱雀                                                           |                                    |                                                                                 |                                                                         |                                                                           |
|                                                                | 藤原忠平 ふじわら の ただひら      | 承平6年8月19日 （936年9月7日） - 天暦3年8月14日 （949年9月9日）                 | 朱雀天皇の外伯父・摂政 基経の四男 朱雀天皇元服加冠                      |                                                                           |
| 関白 封国信濃国、諡号貞信公                                    | 藤原忠平 ふじわら の ただひら      | 承平6年8月19日 （936年9月7日） - 天暦3年8月14日 （949年9月9日）                 | 村上                                                                    |                                                                           |
| 任官者なし                                                     |                                    |                                                                                 | 村上                                                                    |                                                                           |
| 冷泉                                                           |                                    |                                                                                 |                                                                         |                                                                           |
|                                                                | 藤原実頼 ふじわら の さねより      | 康保4年12月13日 （968年1月15日） - 天禄元年5月18日 （970年6月24日）             | 冷泉天皇の大伯父・関白 忠平の嫡男                                       |                                                                           |
| 円融天皇の大伯父・摂政 封国尾張国、諡号清慎公                  | 藤原実頼 ふじわら の さねより      | 康保4年12月13日 （968年1月15日） - 天禄元年5月18日 （970年6月24日）             | 円融                                                                    |                                                                           |
|                                                                | 藤原伊尹 ふじわら の これただ      | 天禄2年11月2日 （971年11月22日） - 天禄3年11月1日 （972年12月9日）              | 円融                                                                    | 円融天応の外伯父・摂政 忠平の孫 円融天皇元服加冠。 封国三河国、諡号謙徳公 |
|                                                                | 藤原兼通 ふじわら の かねみち      | 天延2年2月28日 （974年3月24日） - 貞元2年11月8日 （977年12月20日）              | 円融                                                                    | 円融天皇の外伯父・関白 伊尹の弟 封国遠江国、諡号忠義公                    |
|                                                                | 藤原頼忠 ふじわら の よりただ      | 貞元3年10月2日 （978年11月5日） - 永延3年6月26日 （989年7月31日）               | 円融                                                                    | 関白                                                                      |
| 花山天皇の岳父・関白 実頼の嫡男・小野宮流                      | 藤原頼忠 ふじわら の よりただ      | 貞元3年10月2日 （978年11月5日） - 永延3年6月26日 （989年7月31日）               | 花山                                                                    |                                                                           |
| 封国駿河国、諡号廉義公                                         | 藤原頼忠 ふじわら の よりただ      | 貞元3年10月2日 （978年11月5日） - 永延3年6月26日 （989年7月31日）               | 一条                                                                    |                                                                           |
|                                                                | 藤原兼家 ふじわら の かねいえ      | 永祚元年12月20日 （990年1月19日） - 永祚2年5月5日 （990年5月31日）              | 一条                                                                    | 一条天皇の外祖父・摂政・関白 兼通の弟 一条天皇元服加冠                    |
|                                                                | 藤原為光 ふじわら の ためみつ      | 正暦2年9月7日 （991年10月17日） - 正暦3年6月16日 （992年7月18日）               | 一条                                                                    | 一条天皇の大伯父・兼家の弟 封国相模国、諡号恒徳公                         |
| 任官者なし                                                     |                                    |                                                                                 | 一条                                                                    |                                                                           |
| 三条                                                           |                                    |                                                                                 |                                                                         |                                                                           |
| 後一条                                                         |                                    |                                                                                 |                                                                         |                                                                           |
|                                                                | 藤原道長 ふじわら の みちなが      | 寛仁元年12月4日 （1017年12月24日） - 寛仁2年2月9日 （1018年2月27日）            | 後一条天皇の外祖父・前摂政 兼家の五男・御堂流 後一条天皇元服加冠        |                                                                           |
| 任官者なし                                                     |                                    |                                                                                 |                                                                         |                                                                           |
|                                                                | 藤原公季 ふじわら の きんすえ      | 治安元年7月25日 （1021年9月4日） - 長元2年10月17日 （1029年11月25日）           | 閑院流最初の太政大臣。 封国甲斐国、諡号仁義公                           |                                                                           |
| 任官者なし                                                     |                                    |                                                                                 |                                                                         |                                                                           |
| 後朱雀                                                         |                                    |                                                                                 |                                                                         |                                                                           |
| 後冷泉                                                         |                                    |                                                                                 |                                                                         |                                                                           |
|                                                                | 藤原頼通 ふじわら の よりみち      | 康平4年12月13日 （1062年1月26日） - 康平5年9月2日 （1062年10月7日）             | 後冷泉天皇の外叔父・岳父・関白 道長の嫡男                               |                                                                           |
| 任官者なし                                                     |                                    |                                                                                 |                                                                         |                                                                           |
|                                                                | 藤原教通 ふじわら の のりみち      | 延久2年3月23日 （1070年4月6日） - 延久3年8月10日 （1071年9月6日）               | 道長の五男                                                              | 後三条                                                                    |
| 任官者なし                                                     | 任官者なし                         | 任官者なし                                                                      | 任官者なし                                                              | 白河                                                                      |
|                                                                | 藤原信長 ふじわら の のぶなが      | 承暦4年8月14日 （1080年8月31日） - 寛治2年11月23日 （1089年1月7日）             | 教通の嫡男                                                              | 白河                                                                      |
| 堀河                                                           | 藤原信長 ふじわら の のぶなが      | 承暦4年8月14日 （1080年8月31日） - 寛治2年11月23日 （1089年1月7日）             | 教通の嫡男                                                              |                                                                           |
|                                                                | 藤原師実 ふじわら の もろざね      | 寛治2年12月14日 （1089年1月28日） - 寛治3年4月25日 （1089年6月6日）             | 堀河天皇の外祖父・摂政 頼通の嫡男 堀河天皇元服加冠                      |                                                                           |
| 任官者なし                                                     |                                    |                                                                                 |                                                                         |                                                                           |
| 鳥羽                                                           |                                    |                                                                                 |                                                                         |                                                                           |
|                                                                | 藤原忠実 ふじわら の ただざね      | 天永3年12月14日 （1113年1月3日） - 天永4年4月14日 （1113年5月30日）             | 師通の嫡男 鳥羽天皇の元服加冠                                           |                                                                           |
|                                                                | 源雅実 みなもと の まさざね        | 保安3年12月17日 （1123年1月16日） - 天治元年7月7日 （1124年8月18日）            | 村上源氏最初の太政大臣。                                                |                                                                           |
| 崇徳                                                           | 源雅実 みなもと の まさざね        | 保安3年12月17日 （1123年1月16日） - 天治元年7月7日 （1124年8月18日）            | 村上源氏最初の太政大臣。                                                |                                                                           |
|                                                                | 藤原忠通 ふじわら の ただみち      | 大治3年12月17日 （1129年1月9日） - 大治4年4月10日 （1129年4月30日）             | 崇徳天皇の岳父・摂政 忠実の嫡男 崇徳天皇元服加冠                        |                                                                           |
| 任官者なし                                                     |                                    |                                                                                 |                                                                         |                                                                           |
| 近衛                                                           |                                    |                                                                                 |                                                                         |                                                                           |
|                                                                | 藤原忠通 ふじわら の ただみち      | 久安5年10月25日 （1149年11月26日） - 久安6年3月13日 （1150年4月12日）           | 近衛天皇の岳父・摂政 近衛天皇元服加冠                                   |                                                                           |
|                                                                | 三条実行 さんじょう さねゆき       | 久安6年8月21日 （1150年9月13日） - 保元2年8月9日 （1157年9月14日）              | 閑院流・三条家最初の太政大臣。                                          |                                                                           |
| 後白河                                                         | 三条実行 さんじょう さねゆき       | 久安6年8月21日 （1150年9月13日） - 保元2年8月9日 （1157年9月14日）              | 閑院流・三条家最初の太政大臣。                                          |                                                                           |
|                                                                | 藤原宗輔 ふじわら の むねすけ      | 保元2年8月19日 （1157年9月24日） - 永暦元年7月20日 （1160年8月23日）            | 御堂流庶流・中御門流最初の太政大臣。                                    |                                                                           |
| 二条                                                           | 藤原宗輔 ふじわら の むねすけ      | 保元2年8月19日 （1157年9月24日） - 永暦元年7月20日 （1160年8月23日）            | 御堂流庶流・中御門流最初の太政大臣。                                    |                                                                           |
|                                                                | 藤原伊通 ふじわら の これみち      | 永暦元年8月11日 （1160年9月12日） - 長寛3年2月3日 （1165年3月16日）             | 中御門流 宗輔の従弟                                                     |                                                                           |
|                                                                | 平清盛 たいら の きよもり          | 仁安2年2月11日 （1167年3月4日） - 仁安2年5月17日 （1167年6月13日）              | 伊勢平氏唯一の太政大臣。                                                | 六条                                                                      |
|                                                                | 藤原忠雅 ふじわら の ただまさ      | 仁安3年8月10日 （1168年9月13日） - 嘉応2年6月6日 （1170年7月21日）              | 御堂流庶流・花山院流最初の太政大臣。                                    | 高倉                                                                      |
|                                                                | 松殿基房 まつどの もとふさ         | 嘉応2年12月14日 （1171年1月21日） - 嘉応3年4月20日 （1171年5月26日）            | 摂政 高倉天皇元服加冠                                                   | 高倉                                                                      |
|                                                                | 藤原師長 ふじわら の もろなが      | 安元3年3月5日 （1177年4月5日） - 治承3年11月17日 （1179年12月17日）             | 御堂流庶流 忠通の甥・頼長の子息                                         | 高倉                                                                      |
| 任官者なし                                                     | 任官者なし                         | 任官者なし                                                                      | 任官者なし                                                              | 安徳                                                                      |
| 任官者なし                                                     | 任官者なし                         | 任官者なし                                                                      | 任官者なし                                                              | 後鳥羽                                                                    |
|                                                                | 九条兼実 くじょう かねざね         | 文治5年12月14日 （1190年1月21日） - 建久元年4月19日 （1190年5月24日）           | 後鳥羽天皇の岳父・摂政 忠通六男 後鳥羽天皇元服加冠                      |                                                                           |
|                                                                | 藤原兼房 ふじわら の かねふさ      | 建久2年3月28日 （1191年4月23日） - 建久7年12月9日 （1196年12月30日）            | 忠通十男                                                                |                                                                           |
| 鎌倉時代                                                       |                                    |                                                                                 |                                                                         |                                                                           |
|                                                                | 藤原頼実 ふじわら の よりざね      | 正治元年6月22日 （1199年7月16日） - 元久元年12月7日 （1204年12月29日）          | 御堂流庶流・大炊御門流最初の太政大臣。                                  | 土御門                                                                    |
|                                                                | 九条良経 くじょう よしつね         | 元久元年12月14日 （1205年1月5日） - 元久2年4月27日 （1205年5月17日）            | 摂政 土御門天皇元服加冠                                                 | 土御門                                                                    |
|                                                                | 藤原頼実 ふじわら の よりざね      | 承元2年12月17日 （1209年1月24日） - 承元3年1月21日 （1209年2月26日）            | 土御門天皇の岳父 皇太子（順徳天皇）元服加冠                             | 土御門                                                                    |
| 任官者なし                                                     | 任官者なし                         | 任官者なし                                                                      | 任官者なし                                                              | 順徳                                                                      |
|                                                                | 三条公房 さんじょう きんふさ       | 建保6年10月9日 （1218年10月29日） - 承久3年12月20日 （1222年2月2日）            |                                                                         | 順徳                                                                      |
| 仲恭                                                           | 三条公房 さんじょう きんふさ       | 建保6年10月9日 （1218年10月29日） - 承久3年12月20日 （1222年2月2日）            |                                                                         |                                                                           |
| 後堀河                                                         | 三条公房 さんじょう きんふさ       | 建保6年10月9日 （1218年10月29日） - 承久3年12月20日 （1222年2月2日）            |                                                                         |                                                                           |
|                                                                | 近衛家実 このえ いえざね           | 承久3年12月20日 （1222年2月2日） - 承久4年4月10日 （1222年5月22日）             | 摂政 後堀河天皇元服加冠                                                 |                                                                           |
|                                                                | 西園寺公経 さいおんじ きんつね     | 貞応元年8月13日 （1222年9月19日） - 貞応2年4月2日 （1223年5月3日）              | 閑院流・西園寺家最初の太政大臣。                                        |                                                                           |
| 任官者なし                                                     |                                    |                                                                                 |                                                                         |                                                                           |
| 四条                                                           |                                    |                                                                                 |                                                                         |                                                                           |
|                                                                | 九条良平 くじょう よしひら         | 嘉禎4年7月20日 （1238年8月31日） - 暦仁2年1月19日 （1239年2月24日）             |                                                                         |                                                                           |
|                                                                | 近衛兼経 このえ かねつね           | 仁治元年12月14日 （1241年1月27日） - 仁治2年12月20日 （1242年1月22日）          | 四条天皇の外叔父・摂政 四条天皇元服加冠                                 |                                                                           |
| 任官者なし                                                     | 任官者なし                         | 任官者なし                                                                      | 任官者なし                                                              | 後深草                                                                    |
|                                                                | 西園寺実氏 さいおんじ さねうじ     | 寛元4年3月4日 （1246年3月29日） - 寛元4年12月9日 （1247年1月17日）              | 後深草天皇の外祖父                                                      | 後深草                                                                    |
| 任官者なし                                                     |                                    |                                                                                 |                                                                         | 後深草                                                                    |
|                                                                | 久我通光 こが みちみつ             | 寛元4年12月24日 （1247年2月1日） - 宝治2年1月17日 （1248年2月13日）             |                                                                         | 後深草                                                                    |
|                                                                | 鷹司兼平 たかつかさ かねひら       | 建長4年11月3日 （1252年12月5日） - 建長5年11月8日 （1253年11月30日）            | 摂政 後深草天皇元服加冠                                                 | 後深草                                                                    |
|                                                                | 徳大寺実基 とくだいじ さねもと     | 建長5年11月24日 （1253年12月16日） - 建長6年2月11日 （1254年3月1日）            | 閑院流・徳大寺家最初の太政大臣。                                        | 後深草                                                                    |
|                                                                | 西園寺公相 さいおんじ きんすけ     | 弘長元年12月15日 （1262年1月7日） - 弘長2年7月2日 （1262年7月19日）             | 亀山天皇の岳父                                                          | 亀山                                                                      |
|                                                                | 花山院通雅 かざんいん みちまさ     | 建治元年8月27日 （1275年9月18日） - 建治2年3月29日 （1276年4月14日）            |                                                                         | 後宇多                                                                    |
|                                                                | 鷹司兼平 たかつかさ かねひら       | 建治2年12月14日 （1277年1月19日） - 建治3年4月26日 （1277年5月30日）            | 摂政 後宇多天皇元服加冠                                                 | 後宇多                                                                    |
|                                                                | 鷹司基忠 たかつかさ もとただ       | 弘安8年4月25日 （1285年5月30日） - 弘安10年8月13日 （1287年9月21日）            | 前摂政                                                                  | 後宇多                                                                    |
|                                                                | 堀川基具 ほりかわ もととも         | 正応2年8月29日 （1289年9月15日） - 正応3年3月15日 （1290年4月25日）             | 村上源氏・堀川家最初の太政大臣。                                        | 伏見                                                                      |
|                                                                | 西園寺実兼 さいおんじ さねかね     | 正応4年12月25日 （1292年1月6日） - 正応5年12月28日 （1293年2月5日）             | 伏見天皇の岳父                                                          | 伏見                                                                      |
|                                                                | 洞院公守 とういん きんもり         | 正安元年6月2日 （1299年6月30日） - 正安元年10月13日 （1299年11月7日）           | 閑院流・洞院家最初の太政大臣。                                          | 後伏見                                                                    |
|                                                                | 二条兼基 にじょう かねもと         | 正安元年11月21日 （1299年12月14日） - 正安2年4月19日 （1300年5月8日）           | 後伏見天皇元服加冠                                                      | 後伏見                                                                    |
|                                                                | 土御門定実 つちみかど さだざね     | 正安3年6月2日 （1301年7月8日） - 正安4年7月 （1302年7月）                       | 村上源氏・土御門家                                                      | 後二条                                                                    |
|                                                                | 徳大寺公孝 とくだいじ きんたか     | 乾元元年11月22日 （1302年12月11日） - 嘉元2年3月13日 （1304年4月18日）          |                                                                         | 後二条                                                                    |
|                                                                | 一条実家 いちじょう さねいえ       | 嘉元4年12月6日 （1307年1月10日） - 延慶2年10月15日 （1309年11月21日）           |                                                                         | 後二条                                                                    |
| 花園                                                           | 一条実家 いちじょう さねいえ       | 嘉元4年12月6日 （1307年1月10日） - 延慶2年10月15日 （1309年11月21日）           |                                                                         |                                                                           |
|                                                                | 大炊御門信嗣 おおいみかど のぶつぐ | 延慶2年10月15日 （1309年11月21日） - 延慶3年12月15日 （1311年1月5日）           |                                                                         |                                                                           |
|                                                                | 鷹司冬平 たかつかさ ふゆひら       | 延慶3年12月15日 （1311年1月5日） - 延慶4年4月24日 （1311年5月13日）             | 摂政・花園天皇元服加冠                                                  |                                                                           |
| 任官者なし                                                     |                                    |                                                                                 |                                                                         |                                                                           |
|                                                                | 三条実重 さんじょう さねしげ       | 文保2年8月24日 （1318年9月19日） - 元応元年10月18日 （1319年11月30日）          |                                                                         | 後醍醐                                                                    |
|                                                                | 久我通雄 こが みちお               | 元応元年10月18日 （1319年11月30日） - 元亨3年5月2日 （1323年6月6日）            |                                                                         | 後醍醐                                                                    |
|                                                                | 鷹司冬平 たかつかさ ふゆひら       | 元亨3年11月9日 （1323年12月7日） - 嘉暦2年1月19日 （1327年2月11日）             | 前関白                                                                  | 後醍醐                                                                    |
| 任官者なし                                                     |                                    |                                                                                 |                                                                         | 後醍醐                                                                    |
| 南朝                                                           |                                    |                                                                                 |                                                                         |                                                                           |
| 任官者なし                                                     | 任官者なし                         | 任官者なし                                                                      | 任官者なし                                                              | 後醍醐                                                                    |
|                                                                | 久我長通 こが ながみち             | 正平6年12月 （1352年1月） - 正平7年 （1352年）                                  | 正平一統に伴う任官                                                      | 後村上                                                                    |
|                                                                | 洞院公賢 とういん きんかた         | 正平8年6月 （1353年7月） - 正平9年 （1354年）?                                  | 南軍の京都回復に伴う任官                                                | 後村上                                                                    |
|                                                                | 西園寺公重 さいおんじ きんしげ     | （年月日不明） - 正平19年7月以降 （1364年7月以降）                              |                                                                         | 後村上                                                                    |
| 北朝                                                           |                                    |                                                                                 |                                                                         |                                                                           |
|                                                                | 今出川兼季 いまでがわ かねすえ     | 正慶元年11月8日 （1332年11月26日） - 正慶2年5月17日 （1333年6月29日）           | 閑院流・今出川家最初の太政大臣。 光厳天皇廃位に伴い任官を取り消される。 | 光厳                                                                      |
|                                                                | 久我長通 こが ながみち             | 暦応3年12月27日 （1341年1月15日） - 暦応5年2月29日 （1342年4月5日）             |                                                                         | 光明                                                                      |
| 任官者なし                                                     |                                    |                                                                                 |                                                                         | 光明                                                                      |
|                                                                | 洞院公賢 とういん きんかた         | 貞和4年10月22日 （1348年11月13日） - 観応元年3月18日 （1350年4月25日）          |                                                                         | 光明                                                                      |
| 崇光                                                           | 洞院公賢 とういん きんかた         | 貞和4年10月22日 （1348年11月13日） - 観応元年3月18日 （1350年4月25日）          |                                                                         |                                                                           |
| 任官者なし                                                     | 任官者なし                         | 任官者なし                                                                      | 任官者なし                                                              | 後光厳                                                                    |
|                                                                | 久我通相 こが みちすけ             | 貞治5年8月29日 （1366年10月4日） - 応安元年3月21日 （1368年4月8日）             |                                                                         | 後光厳                                                                    |
| 任官者なし                                                     |                                    |                                                                                 |                                                                         | 後光厳                                                                    |
| 後円融                                                         |                                    |                                                                                 |                                                                         |                                                                           |
|                                                                | 二条良基 にじょう よしもと         | 永徳元年7月23日 （1381年8月13日） - 至徳4年1月8日 （1387年1月28日）             |                                                                         |                                                                           |
| 摂政 後小松天皇元服加冠                                        | 二条良基 にじょう よしもと         | 永徳元年7月23日 （1381年8月13日） - 至徳4年1月8日 （1387年1月28日）             | 後小松                                                                  |                                                                           |
| 任官者なし                                                     |                                    |                                                                                 | 後小松                                                                  |                                                                           |
| 室町時代                                                       |                                    |                                                                                 |                                                                         |                                                                           |
| 任官者なし                                                     | 任官者なし                         | 任官者なし                                                                      | 任官者なし                                                              | 後小松                                                                    |
|                                                                | 徳大寺実時 とくだいじ さねとき     | 明徳5年6月5日 （1394年7月3日） - 応永元年12月25日 （1395年1月16日）             |                                                                         | 後小松                                                                    |
|                                                                | 足利義満 あしかが よしみつ         | 応永元年12月25日 （1395年1月16日） - 応永2年6月3日 （1395年6月20日）            | 清和源氏・足利将軍家（足利氏）最初の太政大臣。                          | 後小松                                                                    |
|                                                                | 久我具通 こが ともみち             | 応永2年6月3日 （1395年6月20日） - 応永3年2月3日 （1396年3月12日）               |                                                                         | 後小松                                                                    |
|                                                                | 三条実冬 さんじょう さねふゆ       | 応永9年8月22日 （1402年9月19日） - 応永14年2月6日 （1407年3月15日）             |                                                                         | 後小松                                                                    |
| 任官者なし                                                     |                                    |                                                                                 |                                                                         | 後小松                                                                    |
| 称光                                                           |                                    |                                                                                 |                                                                         |                                                                           |
|                                                                | 徳大寺公俊 とくだいじ きんとし     | 応永27年閏1月13日 （1420年2月26日） - 応永27年3月16日 （1420年4月28日）         |                                                                         |                                                                           |
| 任官者なし                                                     |                                    |                                                                                 |                                                                         |                                                                           |
|                                                                | 二条持基 にじょう もちもと         | 永享4年7月25日 （1432年8月21日） - 永享5年2月26日 （1433年3月17日）             | 摂政 後花園天皇元服加冠                                                 | 後花園                                                                    |
| 任官者なし                                                     |                                    |                                                                                 |                                                                         | 後花園                                                                    |
|                                                                | 一条兼良 いちじょう かねよし       | 文安3年1月29日 （1446年2月24日） - 宝徳2年4月28日 （1450年6月8日）              | 関白                                                                    | 後花園                                                                    |
|                                                                | 久我清通 こが きよみち             | 享徳元年10月8日 （1452年11月19日） - 享徳2年2月2日 （1453年3月12日）            |                                                                         | 後花園                                                                    |
|                                                                | 西園寺公名 さいおんじ きんな       | 享徳4年6月6日 （1455年7月20日） - 康正3年8月28日 （1457年9月16日）              |                                                                         | 後花園                                                                    |
|                                                                | 二条持通 にじょう もちみち         | 長禄2年7月25日 （1458年9月2日） - 長禄4年6月27日 （1460年7月15日）              | 関白                                                                    | 後花園                                                                    |
|                                                                | 近衛房嗣 このえ ふさつぐ           | 寛正2年12月25日 （1462年1月25日） - 寛正3年 （1462年）                          | 前関白                                                                  | 後花園                                                                    |
| 任官者なし                                                     | 任官者なし                         | 任官者なし                                                                      | 任官者なし                                                              | 後土御門                                                                  |
|                                                                | 久我通博 こが みちひろ             | 文明13年7月26日 （1481年8月21日） - 文明14年10月7日 （1482年11月17日）          |                                                                         | 後土御門                                                                  |
|                                                                | 鷹司政平 たかつかさ まさひら       | 文明17年3月20日 （1485年4月5日） - 文明17年4月19日 （1485年6月1日）             | 関白                                                                    | 後土御門                                                                  |
|                                                                | 近衛政家 このえ まさいえ           | 長享2年9月17日 （1488年10月21日） - 延徳2年3月2日 （1490年3月22日）             | 前関白                                                                  | 後土御門                                                                  |
|                                                                | 一条冬良 いちじょう ふゆよし       | 明応2年1月6日 （1493年1月23日） - 明応6年7月12日 （1497年8月10日）              | 前関白                                                                  | 後土御門                                                                  |
| 任官者なし                                                     | 任官者なし                         | 任官者なし                                                                      | 任官者なし                                                              | 後柏原                                                                    |
|                                                                | 徳大寺実淳 とくだいじ さねあつ     | 永正6年12月19日 （1510年1月28日） - 永正8年2月19日 （1511年3月11日）            |                                                                         | 後柏原                                                                    |
|                                                                | 近衛尚通 このえ ひさみち           | 永正11年8月12日 （1514年8月31日） - 永正13年12月27日 （1517年1月19日）          | 関白                                                                    | 後柏原                                                                    |
|                                                                | 花山院政長 かざんいん まさなが     | 永正15年5月28日 （1518年7月5日） - 永正18年3月27日 （1521年5月3日）             |                                                                         | 後柏原                                                                    |
| 任官者なし                                                     |                                    |                                                                                 |                                                                         | 後柏原                                                                    |
| 後奈良                                                         |                                    |                                                                                 |                                                                         |                                                                           |
|                                                                | 三条実香 さんじょう さねか         | 天文4年8月28日 （1535年9月25日） - 天文5年6月25日 （1536年7月13日）             |                                                                         |                                                                           |
|                                                                | 近衛稙家 このえ たねいえ           | 天文6年12月21日 （1538年1月21日） - 天文10年4月29日 （1541年5月24日）           |                                                                         |                                                                           |
| 任官者なし                                                     |                                    |                                                                                 |                                                                         |                                                                           |
| 正親町                                                         |                                    |                                                                                 |                                                                         |                                                                           |
| 安土桃山時代                                                   |                                    |                                                                                 |                                                                         |                                                                           |
|                                                                | 近衛前久 このえ さきひさ           | 天正10年2月2日 （1582年2月24日） - 天正10年5月 （1582年5月）                    |                                                                         | 正親町                                                                    |
|                                                                | 豊臣秀吉 とよとみ の ひでよし      | 天正14年12月25日 （1586年2月2日） - 慶長3年8月18日 （1598年9月18日）            | 後陽成天皇の義岳父 豊臣氏唯一の太政大臣。                               | 後陽成                                                                    |
| 江戸時代                                                       |                                    |                                                                                 |                                                                         |                                                                           |
| 任官者なし                                                     | 任官者なし                         | 任官者なし                                                                      | 任官者なし                                                              | 後水尾                                                                    |
|                                                                | 徳川家康 とくがわ いえやす         | 元和2年3月17日 （1616年5月2日） - 元和2年4月17日 （1616年6月1日）               | 武家官位                                                                | 後水尾                                                                    |
| 任官者なし                                                     |                                    |                                                                                 |                                                                         | 後水尾                                                                    |
|                                                                | 徳川秀忠 とくがわ ひでただ         | 寛永3年8月18日 （1626年10月8日） - 寛永9年1月24日 （1632年3月14日）             | 武家官位                                                                | 後水尾                                                                    |
| 明正天皇の外祖父                                               | 徳川秀忠 とくがわ ひでただ         | 寛永3年8月18日 （1626年10月8日） - 寛永9年1月24日 （1632年3月14日）             | 明正                                                                    |                                                                           |
| 任官者なし                                                     |                                    |                                                                                 | 明正                                                                    |                                                                           |
| 後光明                                                         |                                    |                                                                                 |                                                                         |                                                                           |
| 後西                                                           |                                    |                                                                                 |                                                                         |                                                                           |
| 霊元                                                           |                                    |                                                                                 |                                                                         |                                                                           |
| 東山                                                           |                                    |                                                                                 |                                                                         |                                                                           |
|                                                                | 近衛基熙 このえ もとひろ           | 宝永6年10月25日 （1709年11月15日） - 宝永6年12月9日 （1710年1月8日）            | 前関白                                                                  | 中御門                                                                    |
|                                                                | 近衛家熙 このえ いえひろ           | 宝永7年12月25日 （1711年2月12日） - 正徳元年7月28日 （1711年9月10日）           | 摂政 中御門天皇元服加冠                                                 | 中御門                                                                    |
| 任官者なし                                                     |                                    |                                                                                 |                                                                         | 中御門                                                                    |
|                                                                | 近衛家久 このえ いえひさ           | 享保18年1月25日 （1733年3月10日） - 享保18年12月27日 （1734年1月31日）          | 中御門天皇の従兄・関白 儲君（桜町天皇）元服加冠                         | 中御門                                                                    |
| 任官者なし                                                     | 任官者なし                         | 任官者なし                                                                      | 任官者なし                                                              | 桜町                                                                      |
|                                                                | 一条兼香 いちじょう かねよし       | 延享3年2月28日 （1746年4月18日） - 寛延4年7月29日 （1751年9月18日）             | 関白 儲君（桃園天皇）元服加冠                                           | 桜町                                                                      |
|                                                                | 一条兼香 いちじょう かねよし       | 延享3年2月28日 （1746年4月18日） - 寛延4年7月29日 （1751年9月18日）             | 桃園                                                                    |                                                                           |
| 任官者なし                                                     |                                    |                                                                                 |                                                                         |                                                                           |
| 後桜町                                                         |                                    |                                                                                 |                                                                         |                                                                           |
|                                                                | 近衛内前 このえ うちさき           | 明和5年5月25日 （1768年7月9日） - 明和7年10月15日 （1770年12月1日）             | 摂政 皇太子（後桃園天皇）元服加冠                                       |                                                                           |
| 任官者なし                                                     |                                    |                                                                                 |                                                                         |                                                                           |
|                                                                | 近衛内前 このえ うちさき           | 明和8年11月15日 （1771年12月20日） - 安永7年2月8日 （1778年3月6日）             |                                                                         |                                                                           |
| 後桃園天皇の岳父・関白                                         | 近衛内前 このえ うちさき           | 明和8年11月15日 （1771年12月20日） - 安永7年2月8日 （1778年3月6日）             | 後桃園                                                                  |                                                                           |
|                                                                | 九条尚実 くじょう ひさざね         | 安永9年12月25日 （1781年1月23日） - 天明元年5月20日 （1781年6月11日）           | 光格天皇元服加冠                                                        | 光格                                                                      |
| 任官者なし                                                     |                                    |                                                                                 |                                                                         | 光格                                                                      |
| 仁孝                                                           |                                    |                                                                                 |                                                                         |                                                                           |
|                                                                | 徳川家斉 とくがわ いえなり         | 文政10年2月16日 （1827年3月13日） - 天保12年閏1月30日 （1841年3月22日）         | 武家官位                                                                |                                                                           |
|                                                                | 鷹司政通 たかつかさ まさみち       | 天保13年8月22日 （1842年9月26日） - 嘉永元年9月22日 （1848年10月18日）          | 仁孝天皇の義兄                                                          |                                                                           |
| 孝明天皇の義外伯父                                             | 鷹司政通 たかつかさ まさみち       | 天保13年8月22日 （1842年9月26日） - 嘉永元年9月22日 （1848年10月18日）          | 孝明                                                                    |                                                                           |
| 任官者なし                                                     |                                    |                                                                                 | 孝明                                                                    |                                                                           |
| 近代太政官                                                     |                                    |                                                                                 |                                                                         |                                                                           |
|                                                                | 三条実美 さんじょう さねとみ       | 明治4年7月29日 （1871年9月13日） - 1885年（明治18年）12月22日                   |                                                                         | 明治                                                                      |
| 内閣制度発足に伴い廃止                                         |                                    |                                                                                 |                                                                         |                                                                           |

## 贈太政大臣の一覧
没後に太政大臣を追贈された人物の一覧。
| 名               | 追贈                               | 生前の官位           | 典拠・備考                          |
| ---------------- | ---------------------------------- | -------------------- | ----------------------------------- |
| 藤原不比等       | 養老4年10月23日（720年11月27日）   | 右大臣・正二位       | 『続日本紀』。 諡号文忠公           |
| 舎人親王         | 天平7年11月14日（735年12月2日）    | 知太政官事・一品     | 『続日本紀』                        |
| 藤原武智麻呂     | 天平宝字4年8月7日（760年9月20日）  | 左大臣・正一位       | 『続日本紀』                        |
| 藤原房前         | 天平宝字4年8月7日（760年9月20日）  | 参議・正三位         | 『続日本紀』                        |
| 藤原永手         | 宝亀2年2月22日（771年3月12日）     | 左大臣・正一位       | 『続日本紀』                        |
| 紀諸人           | 延暦4年5月3日（785年6月14日）      | 内蔵頭・従五位上     | 『続日本紀』                        |
| 藤原良継         | 大同元年6月9日（806年6月28日）     | 内大臣・従二位       | 『日本後紀』                        |
| 藤原種継         | 大同4年4月12日（809年5月29日）     | 中納言・正三位       | 『公卿補任』                        |
| 藤原内麻呂       | 弘仁3年10月9日（812年11月16日）    | 右大臣・従二位       | 『公卿補任』                        |
| 藤原百川         | 弘仁14年5月6日（823年6月17日）     | 参議・従三位         | 『日本紀略』                        |
| 橘清友           | 承和6年6月5日（839年7月18日）      | 内舎人・正五位上     | 『続日本後紀』                      |
| 橘奈良麻呂       | 承和14年10月5日（847年11月16日）   | 参議・正四位下       | 『続日本後紀』                      |
| 藤原冬嗣         | 嘉祥3年7月17日（850年8月27日）     | 左大臣・正二位       | 『日本文徳天皇実録』                |
| 藤原長良         | 元慶3年2月29日（879年3月25日）     | 権中納言・従二位     | 『日本三代実録』                    |
| 藤原総継         | 仁和元年9月15日（885年10月26日）   | 紀伊守・従五位下     | 『日本三代実録』                    |
| 仲野親王         | 仁和3年閏11月15日（888年1月2日）   | 大宰帥・二品         | 『日本紀略』                        |
| 藤原高藤         | 昌泰3年3月14日（900年4月15日）     | 内大臣・正三位       | 『日本紀略』                        |
| 藤原時平         | 延喜9年4月5日（909年4月27日）      | 左大臣・正二位       | 『日本紀略』                        |
| 菅原道真         | 正暦4年閏10月20日（993年12月6日）  | 右大臣・従二位       | 『日本紀略』                        |
| 藤原道兼         | 長徳元年5月26日（995年6月26日）    | 関白・右大臣・正二位 | 『日本紀略』                        |
| 藤原能信         | 延久5年5月6日（1073年6月14日）     | 権大納言・正二位     | 『扶桑略記』                        |
| 藤原実季         | 嘉承2年12月13日（1108年1月27日）   | 大納言・正二位       | 『中右記』                          |
| 藤原経実         | 保元3年12月29日（1159年1月20日）   | 大納言・正二位       | 『兵範記』                          |
| 近衛基実         | 永万2年8月12日（1166年9月8日）     | 摂政・左大臣・正二位 | 『百錬抄』                          |
| 藤原頼長         | 安元3年7月29日（1177年8月24日）    | 左大臣・従一位       | 『玉葉』                            |
| 花山院師賢       | 元弘3年6月23日（1333年8月4日）     | 大納言・正二位       | 『新葉和歌集』。 諡号文貞公         |
| 足利義持         | 応永35年1月22日（1428年2月7日）    | 内大臣・従一位       | 『薩戒記目録』。 室町幕府4代将軍    |
| 足利義教         | 嘉吉元年6月29日（1441年7月17日）   | 左大臣・従一位       | 『看聞日記』。 室町幕府6代将軍      |
| 足利尊氏         | 康正3年4月28日（1457年5月21日）    | 権大納言・正二位     | 『足利家官位記』。 室町幕府初代将軍 |
| 花山院持忠       | 文正2年3月8日（1467年4月12日）     | 内大臣・正二位       | 『公卿補任』                        |
| 大炊御門信宗     | 文明12年1月26日（1480年3月7日）    | 内大臣・従一位       | 『宣胤卿記』                        |
| 足利義煕（義尚） | 長享3年4月27日（1489年5月27日）    | 内大臣・従一位       | 『実隆公記』。 室町幕府9代将軍      |
| 足利義政         | 延徳2年2月17日（1490年3月8日）     | 左大臣・従一位       | 『実隆公記』。 室町幕府8代将軍      |
| 足利義視         | 延徳3年2月24日（1491年4月3日）     | 権大納言･正二位      | 『実隆公記』。 将軍足利義稙の父     |
| 足利義澄         | 天文2年9月12日（1533年9月30日）    | 参議・従三位         | 『言継卿記』。 室町幕府11代将軍     |
| 足利義稙         | 天文4年4月8日（1535年5月9日）      | 権大納言・従二位     | 『後奈良院宸記』。 室町幕府10代将軍 |
| 織田信長         | 天正10年10月9日（1582年11月4日）   | 右大臣・正二位       | 『晴豊公記』                        |
| 徳川家光         | 慶安4年5月3日（1651年6月20日）     | 左大臣・従一位       | 以下『公卿補任』。 江戸幕府3代将軍  |
| 徳川家綱         | 延宝8年5月21日（1680年6月17日）    | 右大臣・正二位       | 江戸幕府4代将軍                     |
| 徳川綱吉         | 宝永6年1月23日（1709年3月4日）     | 右大臣・正二位       | 江戸幕府5代将軍                     |
| 徳川綱重         | 宝永7年8月27日（1710年9月20日）    | 参議・正三位         | 将軍徳川家宣の父                    |
| 徳川家宣         | 正徳2年10月26日（1712年11月24日）  | 内大臣・正二位       | 江戸幕府6代将軍                     |
| 徳川家継         | 正徳6年5月12日（1716年7月1日）     | 内大臣・正二位       | 江戸幕府7代将軍                     |
| 徳川吉宗         | 寛延4年閏6月10日（1751年8月1日）   | 右大臣・正二位       | 江戸幕府8代将軍                     |
| 徳川家重         | 宝暦11年6月27日（1761年7月28日）   | 内大臣・正二位       | 江戸幕府9代将軍                     |
| 徳川家治         | 天明6年9月22日（1786年10月13日）   | 右大臣・正二位       | 江戸幕府10代将軍                    |
| 徳川治済         | 文政12年1月28日（1829年3月3日）    | 准大臣・従一位       | 将軍徳川家斉の父                    |
| 徳川家基         | 嘉永元年10月19日（1848年11月14日） | 権大納言・従二位     | 将軍徳川家治の長男                  |
| 松平広忠         | 嘉永元年10月19日（1848年11月14日） | （贈大納言・従二位） | 将軍徳川家康の父                    |
| 徳川家慶         | 嘉永6年8月4日（1853年9月6日）      | 左大臣・従一位       | 江戸幕府12代将軍                    |
| 徳川家定         | 安政5年8月21日（1858年9月27日）    | 内大臣・正二位       | 江戸幕府13代将軍                    |
| 徳川家茂         | 慶応3年7月12日（1867年8月11日）    | 右大臣・従一位       | 江戸幕府14代将軍                    |
| 岩倉具視         | 1883年（明治16年）7月23日          | 右大臣・従一位       | 『公文類聚』                        |
| 存疑             |                                    |                      |                                     |
| 藤原真楯         |                                    | 大納言・正三位       | 『尊卑分脈』                        |
| 藤原師輔         |                                    | 右大臣・正二位       | 『尊卑分脈』                        |
| 藤原能長         |                                    | 内大臣・正二位       | 『尊卑分脈』                        |